# Sala Saska na Wawelu
Sala Saska – jedna z komnat Zamku Królewskiego na Wawelu, wchodząca obecnie w skład ekspozycji Prywatnych Apartamentów Królewskich.
Pomieszczenie to mieści kolekcję porcelany miśnieńskiej, ofiarowaną dla zamku w 1966 r. przez Tadeusza Wierzejskiego. Zbór umieszczony głównie w szafach z XVIII w. obejmuje przedmioty powstałe od pierwszych lat istnienia manufaktury w Miśni (założona w 1710 r.), po wiek XIX. Większość eksponatów nosi, prócz znaków manufaktury, również numery inwentarza królewskiego. Najstarszym obiektem jest kominkowy czajnik z okresu Johanna Gregora Höroldta (1720–1731). Ze zbiorów polskich z dynastii saskiej zachowała się grupa przedmiotów stanowiących naśladownictwo (tak w formie, jak i dekoracji) porcelany chińskiej i japońskiej, m.in. fragmenty serwisów: Ze czerwonym smokiem, Ze złotym lwem, Łabędziego (po ministrze Brühlu), z herbem hr. Józefa Sułkowskiego oraz koronacyjnego Augusta III Sasa. Wśród plastyki figuralnej znaleźć można białą grupę Golgota Johanna Joachima Kändlera (1743–1744) oraz kolekcję figurek szlachciców polskich (tzw. Polaki).
Wśród obrazów w sali znajdują się portrety królewskiej dynastii saskiej Wettynów w Polsce: Augusta II Mocnego i Augusta III Sasa (obydwa pędzla Louisa de Silvestre) oraz Marii Amalii, córki Augusta III (pędzla Maurice'a de la Tour).